# 10866 Peru
10866 Peru (1996 NB4) là một tiểu hành tinh vành đai chính được phát hiện ngày 14 tháng 7 năm 1996 bởi E. W. Elst ở Đài thiên văn Nam Âu. Nó được đặt tên cho đất nước Peru.